# ヤンバルナスビ

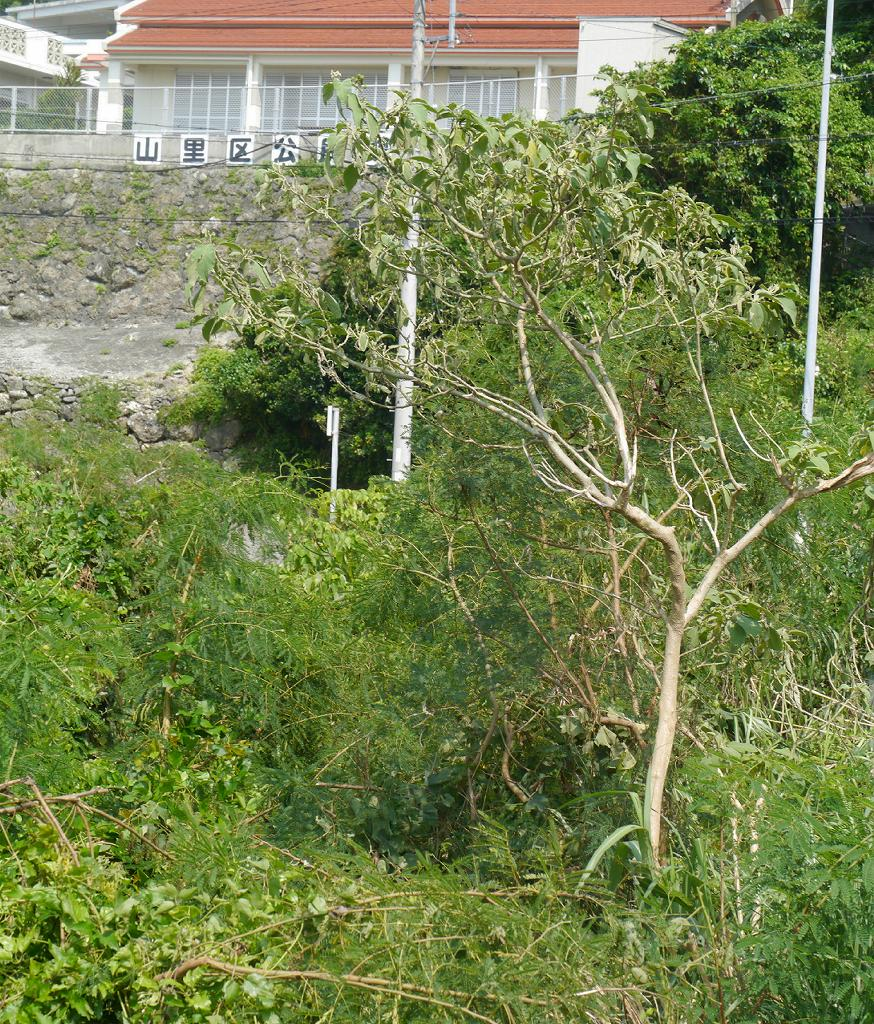
樹木の全景（沖縄）

ヤンバルナスビ Solanum erianthum は、樹木になるナス科の植物。沖縄に自生があり、葉や若枝は毛が多くて灰緑色をしている。

## 特徴
常緑性の小高木。樹高は2-4mになる。若枝と葉の表裏全て、星状毛に覆われて灰白色をしている。葉は卵形で長さ8-22cm、幅4.5-12cmに達する。全縁で先端は尖る。葉の基部は丸くなり、やはり星状毛を密生した2-7cmの葉柄がある。
花はほぼ1年中見られる。枝先に散房状の集散花序を付ける。花序はほぼ茎の先端に出て、何度も三叉分枝を繰り返し、少し混み合って花を付ける。萼は鐘形で長さ約5mm、星状毛が密生しており灰白色に見え、1/3まで5裂し、裂片は卵形、先端は少し尖る。花冠は白く、皿形で径1.3cm、中程まで5裂している。裂片は広卵形で先端は尖っており、外面には星状毛が密生している。液果は球形で径約1cm、熟すと黄褐色になる。種子は扁平で広楕円形、長さ約1.5cm。種子にソラニンを含むため、果実は食べられない。

## 分布と生育環境
日本では奄美大島以南の琉球列島に見られる。国外では台湾、中国、東南アジア、インド、オーストラリア、熱帯アメリカまで分布する。
沖縄では石灰岩地域によく見られる。

## 類似種など
葉など全面に星状毛があって白っぽく見えるのが独特で、混同しそうなものは他にない。
ナス科の植物は草本が多く、低木になるものもあるが、高木になるものは少ない。その点、本種はさほど背が高くはならないものの、立派な樹木の形になるもので、日本在来のものでは唯一と言っていい。

## 利害
日本では特に何も言われていない。天野鉄夫の『琉球列島有用樹木誌』にも名前がない。
しかしナス科の植物には成分に特殊なものを含むものが多く、薬用や毒などに使われる例が多々ある。本種については、メキシコで伝統的に薬用とされたという。またその成分についての研究も行われてはいる。他に、誤食して中毒症状を示した例なども報告されている。